# Japonský superpohár
Japonský superpohár, známý též jako Fuji Xerox Super Cup (japonsky: 富士ゼロックススーパーカップ), je japonská fotbalová soutěž pořádaná každoročně od roku 1994. Soutěže se účastní poslední vítěz J. League a Císařského poháru. V případě, že obě soutěže vyhrál jeden klub, se superpoháru účastní tým, který v ligové tabulce skončil na druhé příčce. Pokud se utkání nerozhodne během devadesáti minut hracího času, o vítězi rozhodují pokutové kopy. 

## Vítězové
- 1994 Verdy Kawasaki
- 1995 Verdy Kawasaki
- 1996 Nagoya Grampus Eight
- 1997 Kašima Antlers
- 1998 Kašima Antlers
- 1999 Kašima Antlers
- 2000 Júbilo Iwata
- 2001 Šimizu S-Pulse
- 2002 Šimizu S-Pulse
- 2003 Júbilo Iwata
- 2004 Júbilo Iwata
- 2005 Tokyo Verdy 1969
- 2006 Urawa Red Diamonds
- 2007 Gamba Ósaka
- 2008 Sanfrecce Hirošima
- 2009 Kašima Antlers
- 2010 Kašima Antlers
- 2011 Nagoja Grampus
- 2012 Kašiwa Reysol
- 2013 Sanfrecce Hirošima
- 2014 Sanfrecce Hirošima
- 2015 Gamba Ósaka
- 2016 Sanfrecce Hirošima
- 2017 Kašima Antlers
- 2018 Cerezo Ósaka
- 2019 Kawasaki Frontale
- 2020 Vissel Kóbe
- 2021 Kawasaki Frontale